# Konrad Weiß von Limpurg
Konrad Weiß von Limpurg (auch Conrad Weiss von Limpurg; * 10. Oktober 1536 in Frankfurt am Main; † 17. September 1575 ebenda) war ein deutscher Humanist.

## Leben
Weiß von Limpurg stammte aus dem Frankfurter Patriziat und ist Sohn des Ratsherrn und Bürgermeisters Georg Weiß von Limpurg zum Weißenfels (1506–1551) und der Margaretha vom Rhein. Er besuchte unter Jakob Micyllus die städtische Lateinschule und studierte anschließend an der Universität Basel sowie an der Universität Lausanne, an der er 1558 war. 1560 erhielt er das Frankfurter Bürgerrecht. Er wurde zu einem der führenden Intellektuellen der Stadt. Sein Haus entwickelte sich zum Sammelpunkt der Frankfurter Späthumanisten, einem Kreis um Johann Fichard.
Weiss wurde von seinen Zeitgenossen als poeta et vir doctus bezeichnet. Aufgaben in der Stadtverwaltung übernahm er im Gegensatz zu seinen Standesgenossen nicht.

## Werke (Auswahl)
- BIBLIORVM VTRIVSQVE TESTAMENTI ICONES, SVMMO ARTIFICIO EXPRESSAE, HISTORIAS SACRAS, Frankfurt am Main 1571.
- Mitarbeit an: Parva Biblia, hoc est carmen elegiacum in singula utriusque testamenti capitula. Tübingen 1573.
- Mitarbeit an: Neuwe außerlesene Teutsche Gesaeng mit vier vnd fünff stimmen so gantz lieblich zu singen, Frankfurt am Main 1575.
- Mitarbeit an: PRACTICA. Gerichtlicher Handlũnge in Bũrgerlichẽ Sachen, Frankfurt am Main 1575.